# Oxylamia distincta
Oxylamia distincta är en skalbaggsart som beskrevs av Stefan von Breuning 1960. Oxylamia distincta ingår i släktet Oxylamia och familjen långhorningar.
Artens utbredningsområde är Gabon. Inga underarter finns listade i Catalogue of Life.